# Фосато (Пезаро и Урбино)
Фосато је насеље у Италији у округу Пезаро и Урбино, региону Марке.
Према процени из 2011. у насељу је живело 341 становника. Насеље се налази на надморској висини од 217 м.